# Christoph Willibald Gluck

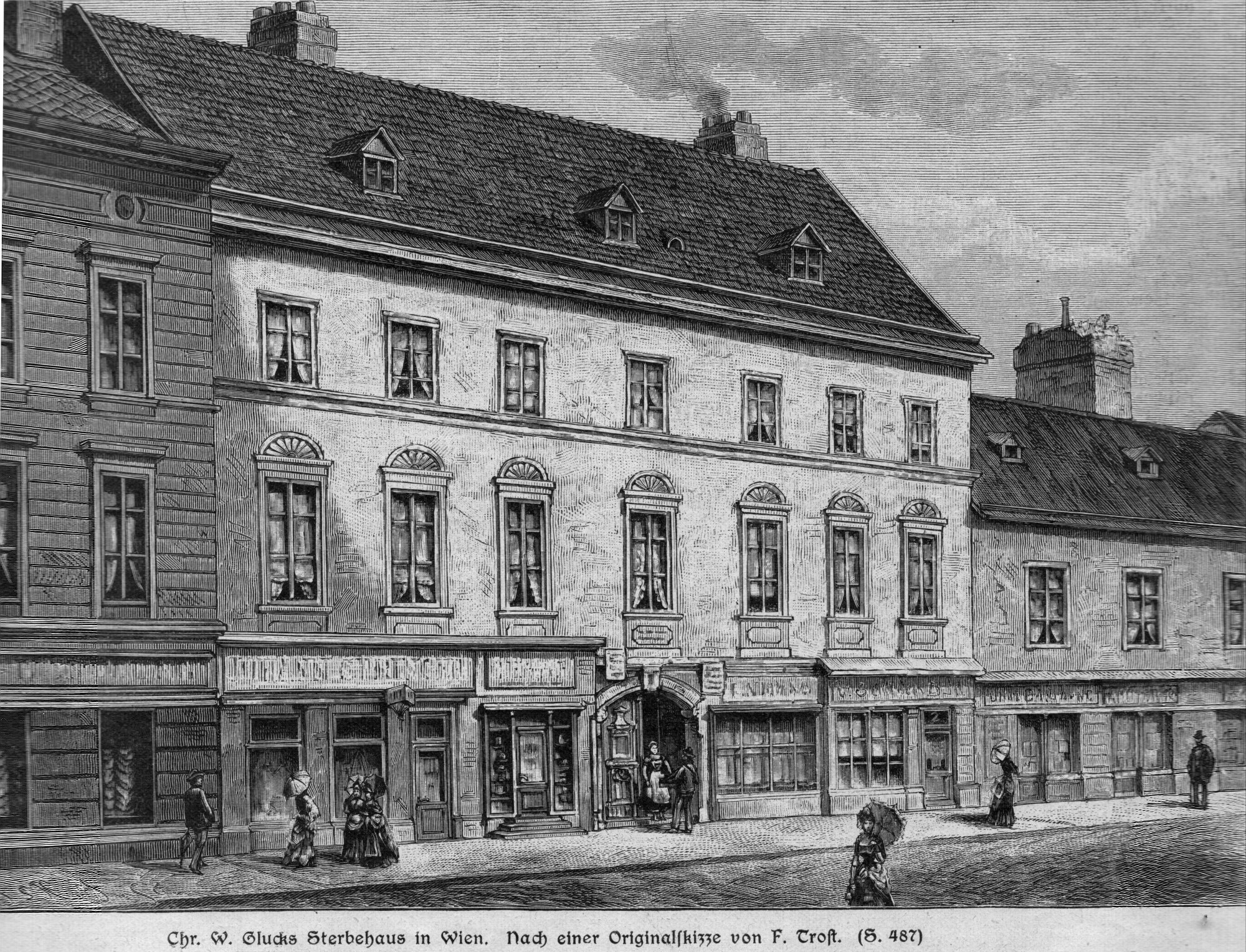
Huset på Wiedener Hauptstrasse 32 i Wien där Gluck levde och dog.

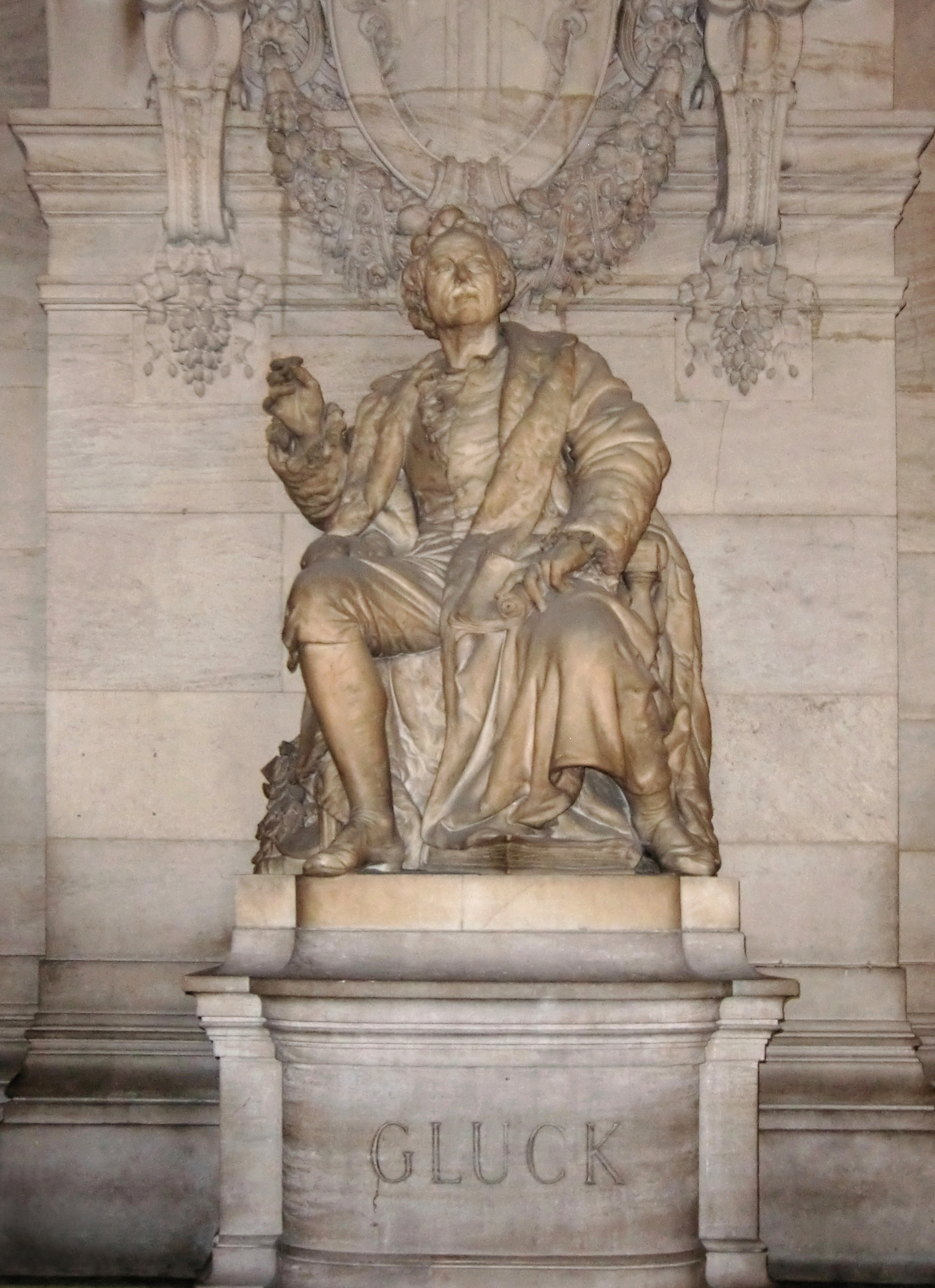
Glucks staty vid Opéra de Paris.

Christoph Willibald von Gluck, före adlandet 1756 Gluck, född 2 juli 1714 i Erasbach, Landkreis Neumarkt in der Oberpfalz, Bayern, död 15 november 1787 i Wien, var en tysk tonsättare.

## Biografi
Gluck var äldste son till en jägmästare, som var skogvaktare hos flera furstar och 1727 hos Philipp Hyazinth von Lobkowitz i Eisenberg i norra Böhmen (Jezeří i nuvarande Tjeckien) och där växte Gluck upp. Han lämnade omkring 1730 hemmet och begav sig till Prag, där han 1731 skrev in sig vid universitetet och livnärde sig samtidigt som fri musiker. Man vet dock inget om hans musikstudier. I slutet av 1735  reste han till Wien, där han ibland spelade i furst Lobkowitz' kapell. Han kom i förbindelse med furst von Melzi, som tog honom med till Milano, där Giovanni Battista Sammartini en kort tid var hans lärare. Den 26 december 1741 debuterade Gluck där på Teatro Regio Ducale med sin första opera Artaserse, vilken hade libretto av Pietro Metastasio. Denna opera gav honom sådant anseende, att han fick beställningar på sju nya operor för Milano, Venedig, Crema och Turin. 
År 1745 reste Gluck till London efter en inbjudan och han framträdde 1747 med två tillfällighetsoperor samt arrangerade en konsert tillsammans med Händel. Han anlitades emellertid 1747 av Pietro Mingottis tyska operasällskap och turnerade i tre år som kapellmästare med besök i bland annat Dresden, Hamburg, Prag och Köpenhamn. 
Gluck gifte sig den 15 september 1750 i Wien med Marianne Pergin, som hade ett operasällskap och han var troligen kapellmästare där en tid. Efter ett besök i Neapel för att övervara premiären på sin opera Clemenza di Tito återvände han i december till Wien där han nu blev bosatt och kapellmästare och musikalisk rådgivare åt prinsen Josef Fredrik av Sachsen-Hildeburghausen. Efter att hans opera Le Cinesi uppförts 1754, blev Gluck engagerad vid Burgtheater som komponist. Åren 1755–1765 skrev han, på initiativ av teaterintendenten Giacomo Durazzo, flera små italienska operor och helaftonsoperorna Il Rè pastore och Telemacco. Han bearbetade 1758–1761 flera parisiska vaudevillekomedier och 1764 sattes hans opéra-comique La Recontre imprévue upp. Tillsammans med Ranieri de' Calzabigi arbetade han med att förnya den seriösa operan. Han skapade på dennes initiativ 1761–1765 två nyskapande dansdramer: Le Festin de Pierre och Semiramis.  
Glucks konstnärliga höjdpunkt utgörs av de tre så kallade reformoperorna:  Orfeus och Eurydike (1762), Alceste (1767) och Paride ed Elena (1770). De utfördes inte på beställning utan genom ett samarbete mellan Gluck och Calzabigi. Nu bröt han mot det gamla sångarväldet och lät orkestern spela större roll och även kören fick mer utrymme. Calzabigis libretton innebar också med sin återgång till en större enkelhet en reform av det gamla sättet att skriva operatexter. Efter 1770 blev Gluck konstnärligt isolerad i Wien och sökte sig till Paris under fem längre resor, där hans första franska reformopera Ifigenia i Aulis blev en succé vid premiären 1774. I Paris utvecklades nu en estetisk strid mellan Glucks anhängare och Niccolò Piccinni, den senare en italiensk kompositör, om huruvida den franska eller den italienska operaformen var den bästa. Gluck och Piccinni själva var dock goda vänner. Gluck komponerade Armide och Ifigenia på Tauris. Det senare verket höll Piccinni också på att tonsätta, men Gluck hann före och avgick med segern. 
Den sista operan Echo et Narcisse blev ett fiasko. På sommaren 1779 i Paris drabbades Gluck av ett första slaganfall och efter att ha återkommit till Wien ett andra sommaren 1781. En omarbetning av operan Echo et Narcisse slog fel och han slutade därefter att komponera. Han avled efter ett tredje slaganfall och begravdes den 17 november 1787 i Wien.

## Verk
Gluck komponerade utöver sina drygt femtio operor även mässor, baletten Don Juan, sinfonior och klaververk. Hans reformoperor var stilbildande för operans utveckling i Europa till långt in på 1800-talet. Bland andra Richard Wagner och Gaspare Spontini hade honom som förebild. Glucks orkestrering var mycket djärv för sin tid och pekade fram mot Richard Wagner.

## Eftermäle
Nedslagskratern Gluck på planeten Merkurius och asteroiden 7624 Gluck är uppkallade efter honom.